# 阿杜爾·奧威爾斯
格奧爾格·弗里德里希·尤利烏斯·阿杜爾·馮·奧威爾斯（德語：Georg Friedrich Julius Arthur von Auwers，1838年9月12日—1915年1月24日），或翻譯為奧沃斯，是一位德國天文學家。

## 經歷
奧威爾斯生於哥廷根，畢業於哥廷根大學，之後任職於柯尼斯堡大學。他的專長是天文測量學，並且進行了恆星位置與自行的精確量測。他偵測到了天狼星和南河三因為伴星重力對主星運動造成的影響，而當時的望遠鏡還不能明顯偵測到這樣的變化。1866年他成為普鲁士科学院秘書，並主持了金星凌日的觀測以更精確量測日地距離，也得以更精準量測太陽系的規模。奧威爾斯還執行了將所有可用星圖統一的計畫，並且他所編製的星雲表於1862年出版。 
奧威爾斯逝世於柏林。

## 家庭
他的兒子卡爾·馮·奧威爾斯是著名的化學家，並發現了奥威尔斯合成。

## 榮譽
獲得獎項
- 1880年美国文理科学院外籍榮譽院士[1]
- 1888年英國皇家天文學會金質獎章
- 1891年美國國家科學院詹姆斯·克雷格·沃森獎
- 1899年太平洋天文學會布鲁斯奖

命名事物
- 月球上的奧威爾斯環形山

## 延伸閱讀
- Sticker, Bernhard. .  1. New York: Charles Scribner's Sons: 339–340. 1970. ISBN 0-684-10114-9.

## 外部連結
- Bruce Medal page （页面存档备份，存于）
- Awarding of Bruce Medal （页面存档备份，存于）
- Awarding of RAS Gold Medal （页面存档备份，存于）

### 訃聞
- AN 200 (1915) 185/186 （页面存档备份，存于） (in German)
- MNRAS 76 (1916) 284 （页面存档备份，存于）
- Obs 38 (1915) 177 （页面存档备份，存于）